# دانييل نارسيس

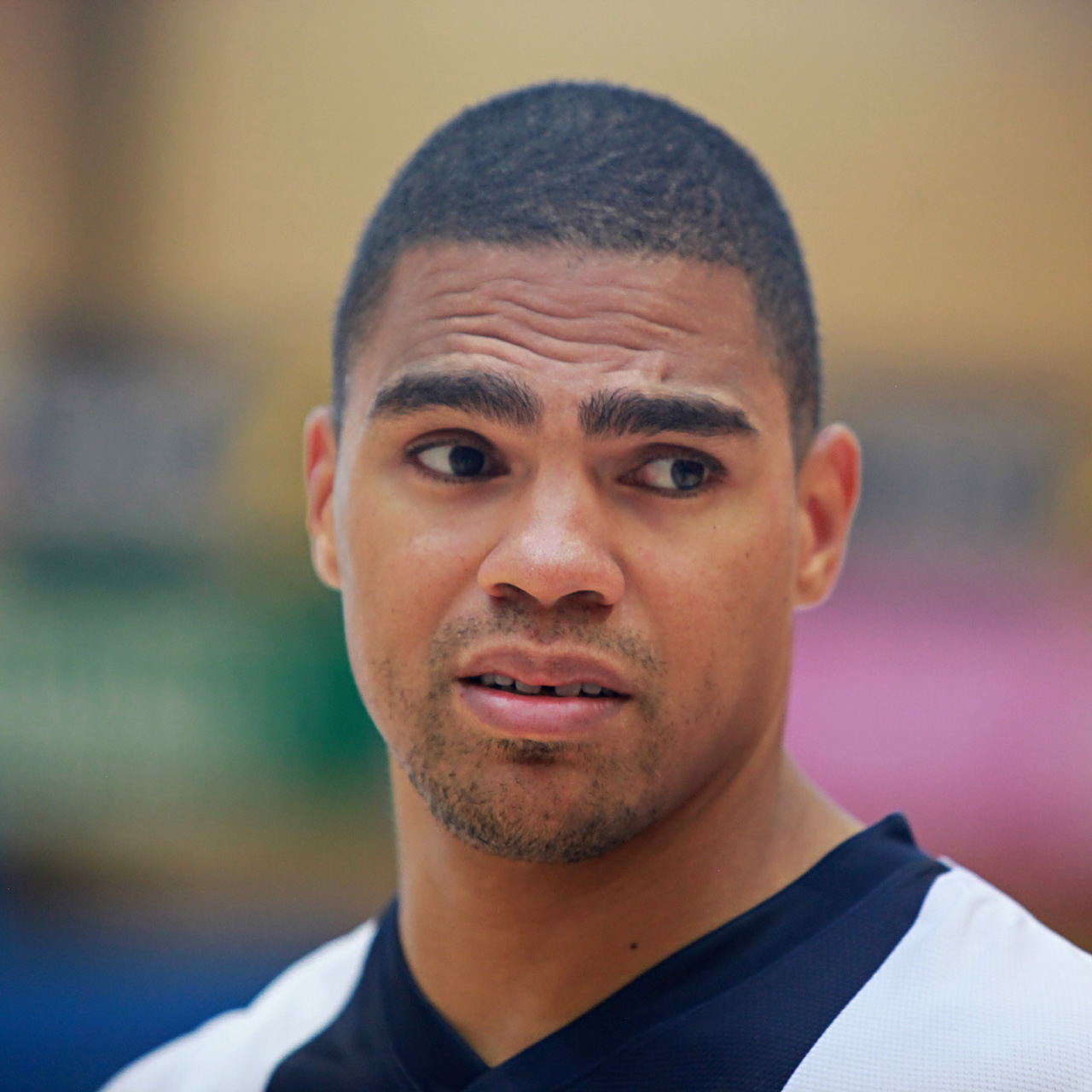
نارسيس في 2013

دانييل نارسيس (بالفرنسية: Daniel Narcisse) هو لاعب كرة يد فرنسي ولد في يوم 16 ديسمبر 1979 في لا ريونيون، يلعب حالياً مع نادي باريس سان جيرمان ولعب مع نادي كييل ونادي غمرشباخ ونادي شامبيري سافوي، كما لعب مع منتخب فرنسا لكرة اليد وحقق مع المنتخب عدة إنجازات حيث فاز معهُ بالميدالية الذهبية الأولمبية في بكين 2008 ولندن 2012 وفاز ببطولة العالم في بطولة العالم لكرة اليد للرجال 2001 في فرنسا وبطولة العالم لكرة اليد للرجال 2009 في كرواتيا وبطولة العالم لكرة اليد للرجال 2015 في قطر وحقق مركز الوصيف في بطولة العالم لكرة اليد للرجال 2003 في البرتغال وبطولة العالم لكرة اليد للرجال 2005 في تونس وفاز ببطولة أوروبا لكرة اليد للرجال في بطولة أوروبا لكرة اليد للرجال 2006 في سويسرا وبطولة أوروبا لكرة اليد للرجال 2010 في كرواتيا وبطولة أوروبا لكرة اليد للرجال 2014 في الدنمارك وحل مع المنتخب مركز الوصيف في بطولة أوروبا لكرة اليد للرجال 2008 في النرويج، يعتبر مع مواطنه نيكولا كاراباتيتش من أفضل لاعبي كرة اليد حالياً في العالم، حيث فاز بجائزة أفضل لاعب في العالم في كرة اليد في سنة 2012، ويبلغ طوله 189 سم.

## روابط خارجية
- دانييل نارسيس على موقع الاتحاد الأوروبي لكرة اليد (الإنجليزية)
- دانييل نارسيس على موقع الاتحاد الفرنسي لكرة اليد (الفرنسية)
- دانييل نارسيس على موقع نادي كيل لكرة اليد (الألمانية)
- دانييل نارسيس على موقع اللجنة الأولمبية الدولية (الإنجليزية)
- دانييل نارسيس على موقع أوليمبيديا (الإنجليزية)
- دانييل نارسيس على موقع اللجنة الأولمبية الفرنسية (مؤرشف) (الفرنسية)